# Neunkirchen (Hunsrück)
Neunkirchen (ⓘ) im Hunsrück ist eine Ortsgemeinde im Landkreis Bernkastel-Wittlich in Rheinland-Pfalz. Sie gehört der Verbandsgemeinde Thalfang am Erbeskopf an.

## Geschichte
Durch die Wirren der Französischen Revolution kam der Ort nach 1794 unter französische Herrschaft und wurde 1815 Teil des Königreichs Preußen. Seit 1946 ist er Teil des Landes Rheinland-Pfalz.
Einwohnerentwicklung
Die Entwicklung der Einwohnerzahl von Neunkirchen, die Werte von 1871 bis 1987 beruhen auf Volkszählungen:
| Jahr | Einwohner |
| 1815 | 165       |
| 1835 | 196       |
| 1871 | 203       |
| 1905 | 213       |
| 1939 | 197       |

| Jahr | Einwohner |
| 1950 | 184       |
| 1961 | 177       |
| 1970 | 177       |
| 1987 | 163       |
| 2005 | 145       |

## Politik

### Gemeinderat
Der Gemeinderat in Neunkirchen besteht aus sechs Ratsmitgliedern, die bei der Kommunalwahl am 9. Juni 2024 in einer Mehrheitswahl gewählt wurden, und dem ehrenamtlichen Ortsbürgermeister als Vorsitzendem.

### Bürgermeister
Martin Jung wurde am 28. Juni 2019 Ortsbürgermeister von Neunkirchen. Bei der Direktwahl am 26. Mai 2019 war er mit einem Stimmenanteil von 58,00 % gewählt worden. Bei der Direktwahl am 9. Juni 2024 wurde er als einziger Bewerber mit 83,2 % für weitere fünf Jahre in seinem Amt bestätigt.
Jungs Vorgänger Richard Pestemer hatte das Amt von 2004 bis 2019 ausgeübt.

## Wirtschaft
Neunkirchen ist eine ländliche Wohngemeinde mit Kleingewerbe für den örtlichen Bedarf.